# Angels in the Sky
Angels in the Sky è un singolo del rapper statunitense Polo G, pubblicato il 31 maggio 2024 come terzo estratto del quarto album in studio Hood Poet.

## Composizione
La canzone inizia con un loop minaccioso ed echeggiante che precede un ritmo incalzante, con Polo G che riflette sulle proprie lotte personali e di come la vita di strada lo abbia fortemente influenzato.

## Video musicale
Il video musicale del brano è stato diretto da Troy Roscoe, e inizia con Polo G rinchiuso all'interno di un ospedale psichiatrico con indosso un camice. All'interno di una stanza chiusa a chiave, il rapper guarda video della sua vita passata in una televisione, che lo mostrano mentre incontra i propri fan, mentre viene interrogato dalla polizia e mentre assume una dose eccessiva di pillole. Ogni versione di sé stesso viene portata fuori dai video e rinchiusa in celle di detenzione. Il video termina con il rapper che si riconcilia con tutti i suoi alter ego delle vite passate.